# You're Cordially Invited
You're Cordially Invited (conocida en España como ¡Estáis cordialmente invitados! y en Hispanoamérica como La otra boda) es una película de comedia romántica estadounidense de 2025 escrita y dirigida por Nicholas Stoller para Amazon MGM Studios. Está protagonizada por Will Ferrell, Reese Witherspoon, Geraldine Viswanathan y Meredith Hagner.
La película se estrenó en Amazon Prime Video el 30 de enero de 2025.

## Sinopsis
Dos bodas quedan programadas el mismo día y en el mismo lugar, por lo que las comitivas nupciales deben convertir la inesperada falta de espacio en una ocasión inolvidable. El padre de una de las novias Jim Caldwell (Will Ferrell) y la hermana de la otra Margot Buckley (Reese Witherspoon) protagonizan una hilarante lucha de egos, empeñados en asegurar que cada detalle de la celebración sea inolvidable para los suyos.

## Reparto
- Will Ferrell como Jim Caldwell, padre de Jenni
- Reese Witherspoon como Margot Buckley, la organizadora de bodas y hermana de Neve
- Geraldine Viswanathan como Jenni Caldwell, una de las novias y la hija de Jim
- Meredith Hagner como Neve Buckley, una de las novias y la hermana pequeña de Margot
- Jimmy Tatro como Dixon, prometido de Neve
- Stony Blyden como Oliver, prometido de Jenni
- Leanne Morgan como Gwyneth Buckley, hermana de Margot
- Rory Scovel como Colton Buckley, hermano de Margot
- Keyla Monterroso Mejia como Heather, dama de honor de Jenni
- Ramona Young como Kelly, dama de honor de Jenni
- Jack McBrayer como Leslie Pinkwater, dueño del hotel
- Celia Weston como Flora Buckley, madre de Margot
- Nick Jonas como Pastor Luther

## Estreno
You're Cordially Invited se estrenó mundialmente en Amazon Prime Video el 30 de enero de 2025. El primer tráiler se lanzó en mayo de 2024.